# Lynda Cornet
Lynda Ann Cornet (Leida, 26 gennaio 1962) è un'ex canottiera olandese.

## Carriera
Ha partecipato ai Giochi olimpici di Los Angeles 1984 vincendo il bronzo con l'otto con e chiudendo al quarto posto nel due senza insieme a Harriet van Ettekoven.

## Palmarès
- Giochi olimpici

Los Angeles 1984: bronzo nell'otto con.